# Sidi Ahmed El Khadir
Sidi Ahmed El Khadir (franska: Sidi Ahmed El Khadir (CR), Sidi Ahmed El Khadir (Commune Rurale), arabiska: أولاد فريحة) är en kommun i Marocko.   Den ligger i provinsen Settat och regionen Casablanca-Settat, i den norra delen av landet, 170 km söder om huvudstaden Rabat. Antalet invånare är 8 683.